# Don Spencer Browning
Don Spencer Browning (oft als Don S. Browning angesprochen, * 13. Januar 1934 in Trenton; † 3. Juni 2010 in Chicago) war ein US-amerikanischer praktischer Theologe. Er war einer derjenigen „Architekten der Praktischen Theologie“, der nach Möglichkeiten suchte, in der Theologie die Themenfelder Recht, Psychologie und Seelsorge miteinander zu betrachten (z. B. in seinem bekannten Werk „A Fundamental Practical Theology“ von 1991). Seine Arbeiten richteten sich nicht nur an Theologen, sondern beispielsweise auch an Führungskräfte in Politik und Wirtschaft oder an Gesundheitsexperten. Im deutschsprachigen Raum wurde er als Mitherausgeber der vierten Auflage des Lexikons Religion in Geschichte und Gegenwart bekannt.

## Leben und Werk
Don Spencer Browning wuchs in der Kleinstadt Trenton im Norden von Missouri auf, wo er seine theologische Grundausbildung am Central Methodist College (heute Central Methodist University) erfuhr. Er predigte früh in Kirchen seiner Heimatregion. Anschließend studierte er Theologie an der University of Chicago, wo er sich seinen Master- (1962) und Doktortitel (1964) in der Theologie erwarb.
Er wirkte als ordinierter Geistlicher der Disciples of Christ („Kirche der Jünger Christi“). Von 1963 bis 1965 war er Assistant Professor an der Phillips University in Enid (Oklahoma). Von 1965 bis 2002 wirkte er über nahezu 40 Jahre lang, ab 1965 als Professor für praktische Theologie an der University of Chicago. Von 1980 bis 2002 hatte er dort die Alexander-Campbell-Professur für Ethik und Sozialwissenschaften inne.
1990 leitete Browning ein weitreichendes Projekt zum Themenfeld Religion, Kultur und Familie, das Wissenschaftler aus einer Vielzahl von Disziplinen zusammenbrachte und sich integrierend Themen wie Familienrecht und der biblischen Perspektive auf das Familienleben widmete. Laut einer seiner Schülerinnen stellte er sich immer wieder die Grundfrage „How does theology work on the ground?“ („Wie funktioniert Theologie an der Basis des Lebens?“). Er sah die praktische Theologie nie in einem Gegensatz zu den Sozialwissenschaften. Beide Bereiche suchen die schwierigen Situationen des menschlichen Lebens in den Blick zu nehmen und Betroffenen dann zu helfen. Die von Browning veröffentlichten Titel zeugen von einer grundsätzlichen Weltzugewandtheit und Weltoffenheit.
Er war Mitglied der American Association of Pastoral Counselors (Fellow), der American Academy of Religion und der Society for the Scientific Study of Religion. 1974 wurde er mit dem National Book Award nomination in philosophy and religion ausgezeichnet. 1984 erhielt er die Ehrendoktorwürde der Theologie des Central College und 1998 die theologische Ehrendoktorwürde der Universität Glasgow.
Don Spencer Browning starb im Alter von 76 Jahren im Juni 2010 zu Hause im Stadtteil Hyde Park von Chicago an einer Krebserkrankung.